# Iztok Čop
Iztok Čop (født 17. juni 1972 i Kranj) er en slovensk tidligere roer og olympisk guldvinder.

## Karriere
Čop vandt to juniorverdensmesterskaber for Jugoslavien i toer uden styrmand sammen med Denis Žvegelj, inden han i 1990 som senior vandt VM i firer uden styrmand. I 1991 var han tilbage i toer uden styrmand sammen med Žvegelj, og de vandt denne gang VM-sølv. Čop og Žvegelj deltog første gang ved OL 1992 i Barcelona. Duoen blev nummer to i sit indledende heat, men vandt derpå opsamlingsheatet. I semifinalen blev det til en tredjeplads, hvilket sikrede plads i finalen, og her blev det igen til en tredjeplads og bronze til den nydannede nation. Guldet gik til briterne Steve Redgrave og Matthew Pinsent, mens tyskerne Peter Hoeltzenbein og Colin von Ettingshausen vandt sølv.
I 1994 skiftede Čop til singlesculler og vandt VM-bronze samt -guld det følgende år, mens han ved OL 1996 i Atlanta endte på en fjerdeplads i denne båd.
Inden OL 2000 i Sydney var Iztak Čop skiftet til dobbeltsculler, hvor han roede sammen med Luka Špik, og de blev verdensmestre i 1999. Parret levede op til favoritværdigheden og vandt alle de heats, de stillede op i. I finalen sikrede de sig guldet med et forspring på mere end et sekund foran nordmændene Olaf Tufte og Fredrik Bekken, der fik sølv foran italienerne Giovanni Calabrese og Nicola Sartori.
Efter to VM-sølv og en VM-bronze i årene efter OL i Sydney, var duoen igen blandt favoritterne ved OL 2004 i Athen, men verdensmestrene fra Frankrig, Sébastien Vieilledent og Adrien Hardy var stærke konkurrenter. Slovenerne vandt deres indledende heat og semifinaleheat sikkert, men i finalen var franskmændene stærkest og vandt guldet, mens Čop og Špik sikrede sig sølvet foran italienerne Rossano Galtarossa og Alessio Sartori på tredjepladsen.
Čop og Špik blev verdensmestre i dobbeltsculler og sølvvindere i dobbeltfirer i 2005, vandt VM-sølv i 2006 og -guld i 2007 i dobbeltsculleren, mens de –måske lidt skuffende – måtte nøjes med en sjetteplads ved OL 2008 i Beijing. Duoen roede deres sidste konkurrence ved OL 2012 i London, og de kvalificerede sig videre fra indledende heat med en delt andenplads. I semifinalen vandt de deres heat, og i finalen tog de føringen tidligt. Midtvejs blev de overhalet af italienerne Alessio Sartori og hans nye makker Romano Battisti og senere overhalede newzealænderne 
Nathan Cohen og Joseph Sullivan begge disse både og vandt guld, mens italienerne fik sølv og Čop og Špik fik en fin afslutning på deres fælles karriere med en bronzemedalje.
Efter afslutningen af sin karriere er Čop blevet ansat af bådfirmaet Filippi, hvor han nu er sportsdirektør. Desuden er han sælger for Concept2, der forhandler maskiner til fitnesstræning. Han træner fortsat i mindre omfang, både med at ro på vandet samt med ergometer, samt med andre former for træning.

## OL-medaljer
- 2000:  Guld i dobbeltsculler
- 2004:  Sølv i dobbeltsculler
- 1992:  Bronze i toer uden styrmand
- 2012:  Bronze i dobbeltsculler